# Автошлях Т 0607
Автошля́х Т 0607 — автомобільний шлях територіального значення у Житомирській області. Пролягає територією Овруцького та Народицького районів через Овруч — Народичі. Загальна довжина — 23,1 км.

## Маршрут
Автошлях проходить через такі населені пункти:
| Автошлях Т 0607     |        |
| Житомирська область |        |
| Овруцький район     |        |
| Овруч               | Т 0619 |
| Підруддя            |        |
| Камінь              |        |
| Раківщина           |        |
| Гуничі              |        |
| Народицький район   |        |
| Народичі            | Т 0604 |